# Jimmy Daywalt
James Edward Daywalt, detto Jimmy (Wabash, 28 agosto 1924 – Indianapolis, 4 aprile 1966), è stato un pilota automobilistico statunitense.
Prese parte a 8 edizioni della 500 Miglia di Indianapolis tra il 1953 e il 1962. Il suo miglior piazzamento fu il 6º posto nel 1953, anno nel quale fu premiato come Rookie of the Year.
Morì a 41 anni a causa di un cancro e venne sepolto al cimitero Crown Hill di Indianapolis, Indiana.
Tra il 1950 e il 1960 la 500 Miglia faceva parte del Campionato Mondiale, e per questo motivo Daywalt ha all'attivo 6 Gran Premi in Formula 1.

## Risultati in Formula 1
| 1951 | Scuderia | Vettura |  |    |  |  |  |  |  |  |  |  |  | Punti | Pos. |
| ---- | -------- | ------- |  | -- |  |  |  |  |  |  |  |  |  | ----- | ---- |
| 1951 | Iddings  | Meyer   |  | NQ |  |  |  |  |  |  |  |  |  | 0     |      |

| 1953 | Scuderia           | Vettura           |  |   |  |  |  |  |  |  |  |  |  | Punti | Pos. |
| ---- | ------------------ | ----------------- |  | - |  |  |  |  |  |  |  |  |  | ----- | ---- |
| 1953 | Sumar/Chapman Root | Kurtis Kraft 4000 |  | 6 |  |  |  |  |  |  |  |  |  | 0     |      |

| 1954 | Scuderia           | Vettura           |  |     |  |  |  |  |  |  |  |  |  | Punti | Pos. |
| ---- | ------------------ | ----------------- |  | --- |  |  |  |  |  |  |  |  |  | ----- | ---- |
| 1954 | Sumar/Chapman Root | Kurtis Kraft 500C |  | Rit |  |  |  |  |  |  |  |  |  | 0     |      |

| 1955 | Scuderia           | Vettura           |  |  |   |  |  |  |  |  |  |  |  | Punti | Pos. |
| ---- | ------------------ | ----------------- |  |  | - |  |  |  |  |  |  |  |  | ----- | ---- |
| 1955 | Sumar/Chapman Root | Kurtis Kraft 500D |  |  | 9 |  |  |  |  |  |  |  |  | 0     |      |

| 1956 | Scuderia           | Vettura           |  |  |     |  |  |  |  |  |  |  |  | Punti | Pos. |
| ---- | ------------------ | ----------------- |  |  | --- |  |  |  |  |  |  |  |  | ----- | ---- |
| 1956 | Sumar/Chapman Root | Kurtis Kraft 500D |  |  | Rit |  |  |  |  |  |  |  |  | 0     |      |

| 1957 | Scuderia             | Vettura           |  |  |     |  |  |  |  |  |  |  |  | Punti | Pos. |
| ---- | -------------------- | ----------------- |  |  | --- |  |  |  |  |  |  |  |  | ----- | ---- |
| 1957 | Helse / H.H. Johnson | Kurtis Kraft 500C |  |  | Rit |  |  |  |  |  |  |  |  | 0     |      |

| 1958 | Scuderia                                           | Vettura                               |  |  |  |    |  |  |  |  |  |  |  | Punti | Pos. |
| ---- | -------------------------------------------------- | ------------------------------------- |  |  |  | -- |  |  |  |  |  |  |  | ----- | ---- |
| 1958 | Central Excavating/Pete Salemi Federal Engineering | Kuzma Indy Roadster Kurtis Kraft 500C |  |  |  | NQ |  |  |  |  |  |  |  | 0     |      |

| 1959 | Scuderia            | Vettura           |  |    |  |  |  |  |  |  |  |  |  | Punti | Pos. |
| ---- | ------------------- | ----------------- |  | -- |  |  |  |  |  |  |  |  |  | ----- | ---- |
| 1959 | Federal Engineering | Kurtis Kraft 500E |  | 14 |  |  |  |  |  |  |  |  |  | 0     |      |

| Legenda | 1º posto     | 2º posto | 3º posto    | A punti         | Senza punti/Non class.  | Grassetto – Pole position Corsivo – Giro più veloce |
| Legenda | Squalificato | Ritirato | Non partito | Non qualificato | Solo prove/Terzo pilota | Grassetto – Pole position Corsivo – Giro più veloce |